# Dystrykt Chiniot
Chiniot (urdu: ضلع چنیوٹ) – dystrykt w Pakistanie, położony w prowincji Pendżab. Siedzibą administracyjną dystryktu jest Chiniot.

## Demografia
Większość mieszkańców posługuje się językiem pendżabskim.
| Rok  | Liczba ludności |
| ---- | --------------- |
| 1972 | 570.775         |
| 1981 | 694.080         |
| 1998 | 965.124         |
| 2017 | 1.369.740       |